# Bezdan
Bezdan (cyr. Бездан; węg. Bezdán) – wieś w Serbii, w Wojwodinie, w okręgu zachodniobackim, w mieście Sombor. W 2011 roku liczyła 4623 mieszkańców.
We wsi zlokalizowany jest Batinski most, łączący ją z chorwackim brzegiem Dunaju administracyjnie należącym do wsi Batina.